# Basílica de São Francisco de Assis
A Basílica de São Francisco de Assis, na região italiana da Úmbria, é a igreja-mãe da Ordem Franciscana e Patrimônio da Humanidade desde 2000.

## História
A construção da basílica começou logo após a canonização de Francisco em 1228. Simone di Pucciarello doou o local para a igreja, uma colina a oeste da cidade de Assis, conhecida como Colina do Inferno (onde os criminosos eram mortos). Hoje, o local é conhecido como Colina do Paraíso. A pedra fundamental foi posta pelo papa Gregório IX, em 17 de Julho de 1228. A igreja foi projetada e supervisionada pelo  Frei Elias de Assis, um dos primeiros seguidores do santo. A basílica inferior foi terminada em 1230.
No dia de Pentecostes, em 25 de Maio de 1230, o corpo de Francisco foi trazido para o local. A construção da basílica superior começou logo após 1239 e foi finalizada em 1253. Sua arquitetura é uma síntese do Românico e do gótico italiano. As igrejas foram decoradas pelos maiores artistas daquele tempo, vindos de Roma, Toscana e Úmbria. A igreja inferior tem afrescos de Cimabue e Giotto; na igreja superior está uma série de afrescos com cenas da vida de São Francisco, também atribuída a Giotto e seus seguidores. A basílica é administrada pelos Frades Menores Conventuais (OFM Conv.). Os Frades Franciscanos Conventuais são os guardiães dos restos mortais do Santo de Assis.
No dia 26 de setembro de 1997, Assis foi atingida por dois fortes sismos que danificaram severamente a basílica (parte do teto dela ruiu durante o segundo tremor, destruindo um afresco de Cimabue) que passou dois anos fechada para restauração.

## Basílica inferior
A basílica inferior, que representaria a penitência, consiste em uma nave central com várias capelas laterais com arcos semi-circulares. A nave é decorada com os afrescos mais antigos da igreja, criados por um artista chamado Mestre de São Francisco. Eles mostram cinco cenas da Paixão de Cristo à direita, e à esquerda, cenas da vida de São Francisco. Esses afrescos foram finalizados em 1260-1263. São considerados os melhores exemplos da pintura mural da Toscana, antes de Cimabue.
Como a popularidade da igreja aumentou, capelas laterais para famílias nobres foram adicionadas entre 1270 e 1350, destruindo os afrescos na paredes. A primeira capela à esquerda é decorada com dez afrescos de Simone Martini. Esses estão entre os maiores trabalhos de Martini e os melhores exemplos da pintura do século XIV.
A nave termina em uma abside semicircular ricamente decorada, precedida por um transepto. Os afrescos no transepto direito mostram a infância de Cristo, feitos parcialmente por Giotto e seus aprendizes e a Natividade pelo anônimo Mestre di San Nicola. O nível inferior mostra três afrescos representando São Francisco ajudando duas crianças. Esses afrescos de Giotto foram revolucionários para a época, pois mostravam pessoas reais com emoções em uma paisagem realista. Na parede do transepto, Cimabue pintou uma de suas obras mais famosas: A Virgem com São Francisco, Anjos e Santos (1280). Esse é provavelmente o retrato mais assemelhado à São Francisco. A pintura estática em estilo gótico contrasta com as pinturas dinâmicas de Giotto. O transepto esquerdo foi decorado pelo pintor Pietro Lorenzetti e seus aprendizes entre 1315 e 1330. Os afrescos mostram seis cenas da Paixão de Cristo, sendo a mais impressionante a Descida da Cruz, onde se percebe a sombra em uma pintura pela primeira vez desde a Antiguidade.

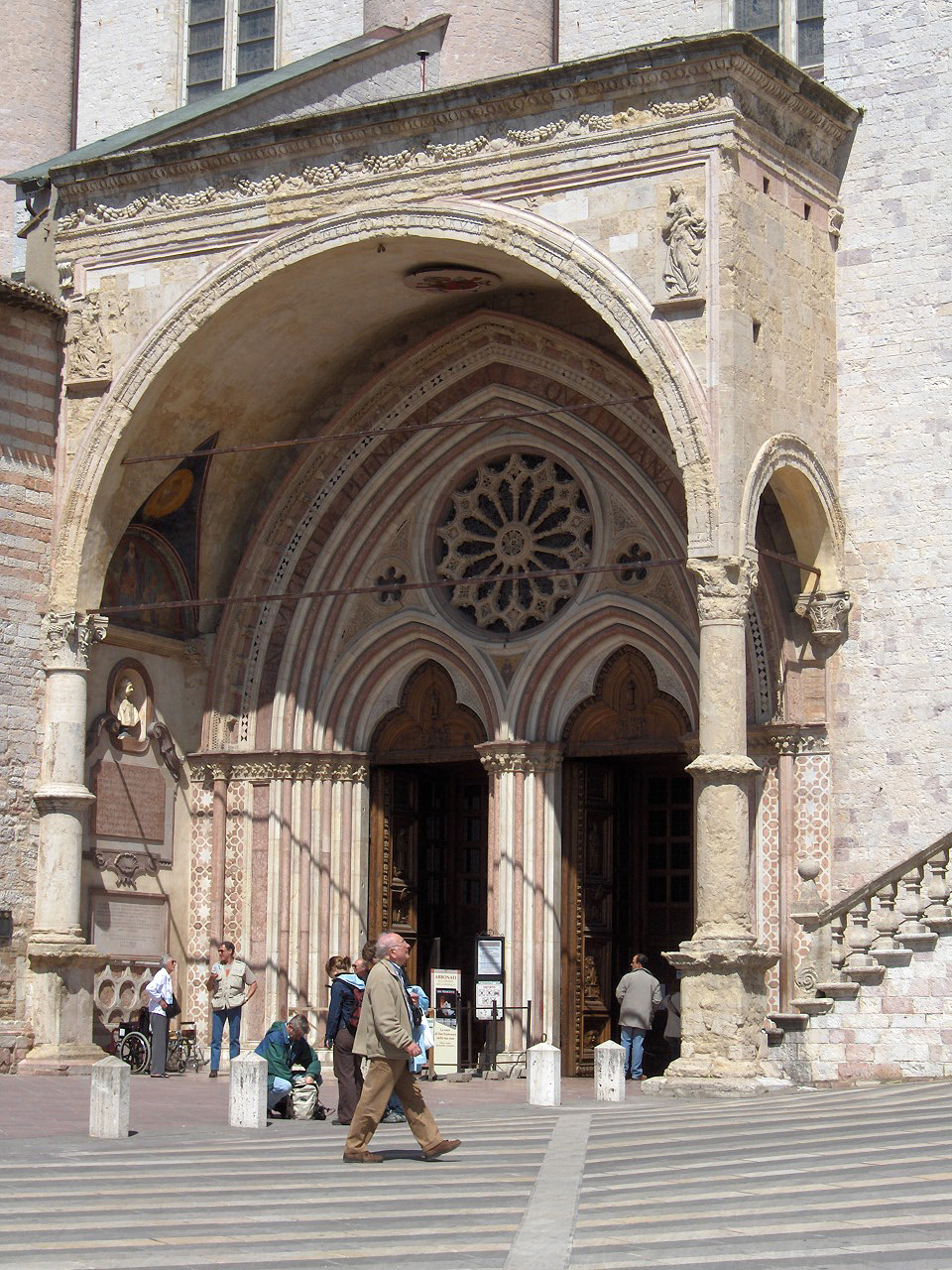
Entrada da basílica inferior
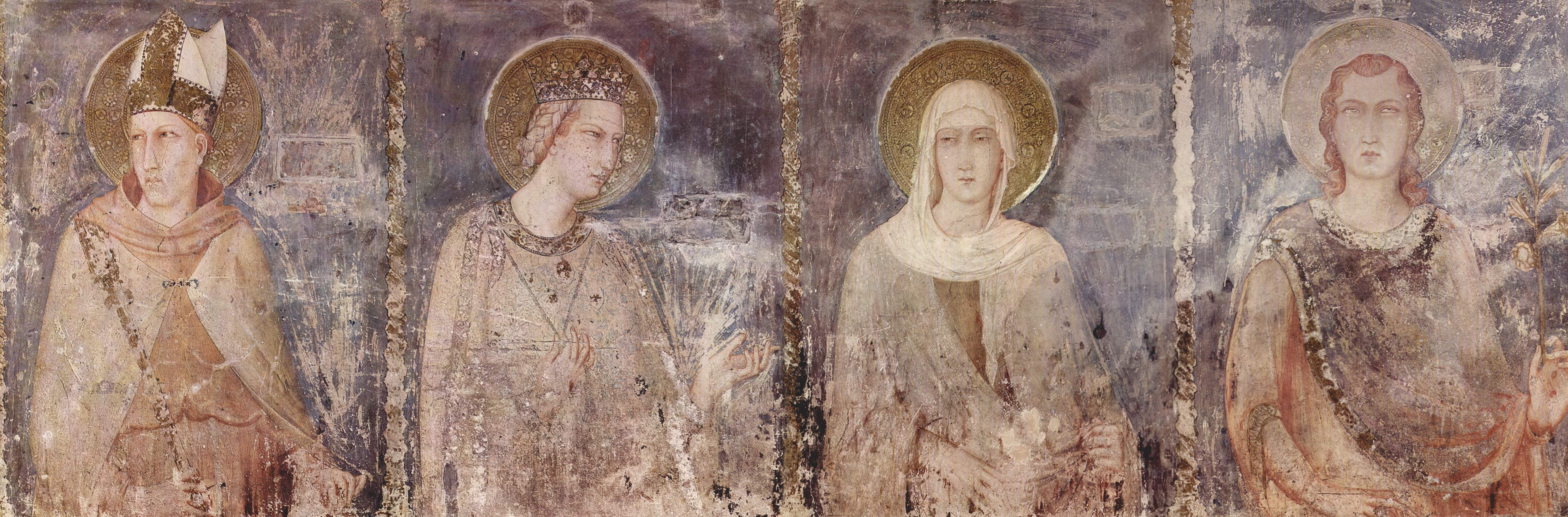
Afresco de Simoni Martini
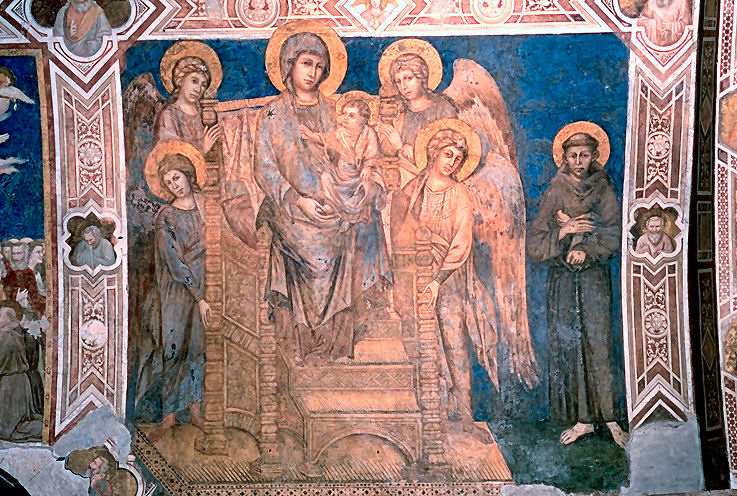
Afresco de Cimabue
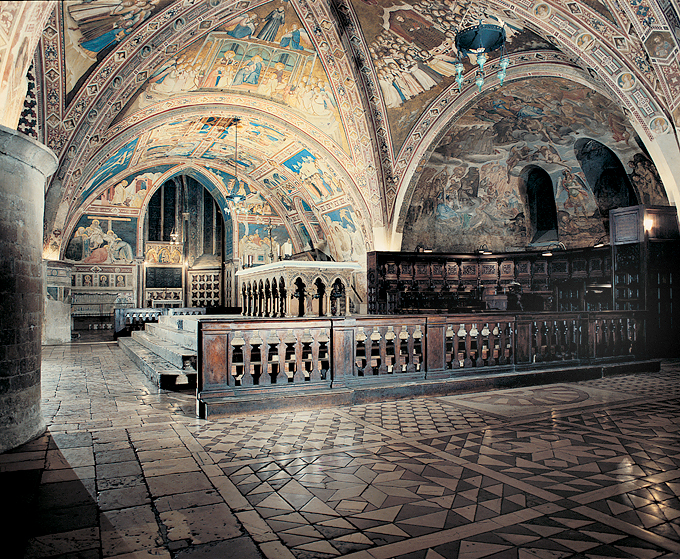
Altar maior da basílica inferior

## Cripta e convento

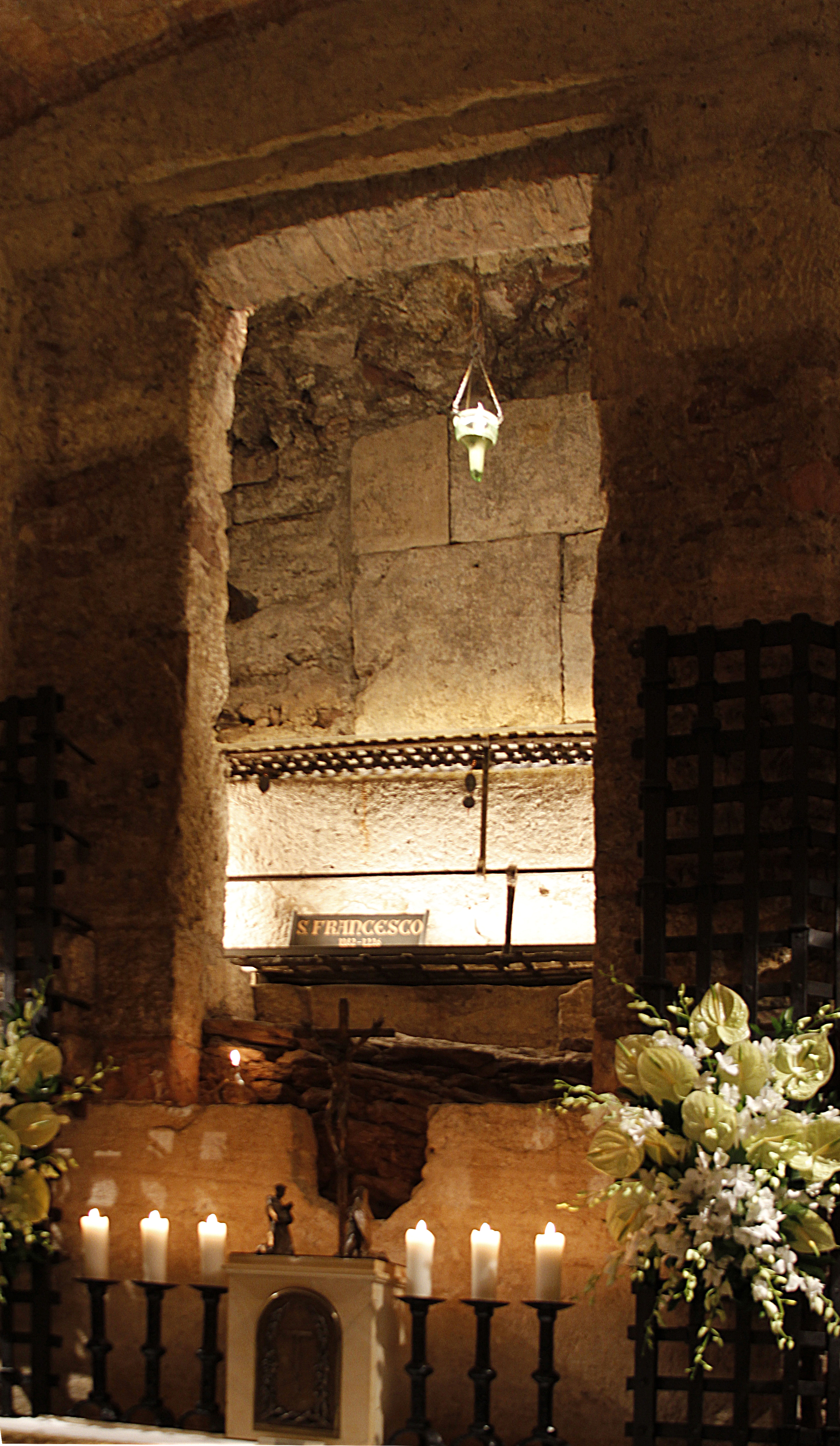
Cripta com túmulo de São Francisco de Assis

Pela nave se pode descer para a cripta através de uma escadaria dupla. Esse local, que guarda o túmulo de Francisco foi descoberto em 1818.
O túmulo tinha sido escondido pelo irmão Elia para evitar que suas relíquias se espalhassem pela Europa medieval. Por odem do papa Pio IX, uma cripta foi construída embaixo da basílica inferior.
Foi projetada por Pasquale Belli com mármore fino em estilo neo-clássico, mas foi redesenhada em pedra crua em estilo neo-Românico por Ugo Tarchi entre 1925 e 1932.
Ao lado da basílica, fica o Sacro Convento, que se assemelha a uma fortaleza e que já era habitado em 1230.
O Convento agora abriga uma vasta biblioteca (com obras medievais), um museu com obras de arte doadas por peregrinos pelos séculos e também 57 obras (principalmente das Escolas Florentina e Sienesa) da Coleção Perkins.

## Basílica superior

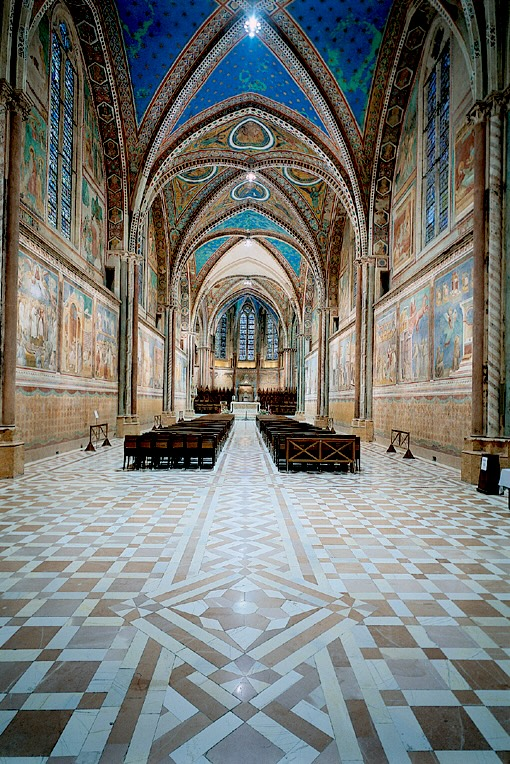
Nave da basílica superior

A entrada da basílica superior (que representa a glória) é pela arcada do convento dos frades. O estilo dessa área é compeltamente diferente da basílica inferior. Grandes janelas de vidro colorido banham com luz as obras de Giotto e Cimabue.
A parte final ao oeste do transepto e a abside foram decoradas com vários afrescos de Cimabue e seus aprendizes (1280). Infelizmente, devido ao material usado na obra, os afrescos logo sofreram os efeitos da umidade. Estão hoje muito deteriorados e foram quase reduzidos a meros negativos fotográficos.
A parte superior, em ambos os lados da nave, muito danificada pelos sismos de 1997, foi decorada em duas filas com um total de 32 cenas do Velho Testamento e do Novo Testamento. Como levava cerca de seis meses para que se pintasse apenas uma parte da nave, diferentes artistas romanos e toscanos, seguidores de Cimabue, trabalharam na obra, tais como Giacomo, Jacopo Torriti e Pietro Cavallini.
Os dois afrescos sobre a vida de Isaac eram tradicionalmente atribuídos a um jovem Giotto. Mas essa informação é ainda polêmica. Muitos críticos atribuem a obra a um anônimo Mestre de Isaac e seus aprendizes. A partir de detalhes estilísticos, que atestam uma origem romana, alguns acreditam que o Mestre de Isaac pode ter sido Pietro Cavallini ou um seguidor, visto que Cavallini pintou uma afresco similar na igreja de Santa Cecilia in Trastevere, em Roma.
Mas a obra mais importante da basílica é, sem dúvida, a série de 28 afrescos atribuídos a um jovem Giotto na parte baixa da nave. Giotto usou a Legenda Maior, a biografia de Francisco para reconstruir os maiores eventos da vida do santo. As pinturas são vívidas, como se Giotto tivesse sido uma testemunha ocular da história. Os afrescos foram executados entre 1296 e 1304. Contudo, a autoria da obra ainda é debatida. Alguns críticos acreditam que a série tenha sido feita por um grupo de artistas inspirados em Giotto.